# خافي مارتينيز (لاعب كرة قدم)
خافي مارتينيز (بالإسبانية: Javier Martínez Tabernero)‏ هو لاعب كرة قدم إسباني في مركز الهجوم، ولد في 10 مايو 1997 في بنبلونة في إسبانيا. لعب مع أوساسونا ب وأوساسونا.

## وصلات خارجية
- خافي مارتينيز (لاعب كرة قدم) على موقع قاعدة بيانات كرة القدم.إي يو (الإنجليزية)
- خافي مارتينيز (لاعب كرة قدم) على موقع Soccerway.com (الإنجليزية)
- خافي مارتينيز (لاعب كرة قدم) على موقع عالم كرة القدم.نت (الإنجليزية)
- خافي مارتينيز (لاعب كرة قدم) على موقع AS.com (الإسبانية)